# Hill–Crest
A Hill–Crest (más néven „Walker–Ames kastély” vagy „808-as ház”) a Washingtoni Egyetem rektorának lakóhelye. 2013-ban az ország legértékesebb rektori lakóházának számított.
A Washington-tóra néző, 0,57 hektáros területen fekvő épületben 35 lakószoba, egy felvonó és egy orgona is található. Az 1190 négyzetméter alapterületű ház burkolatai fenyőből és mahagónifából készültek. A telken egy lovaskocsi-tároló is van.
A házban teljes munkaidős személyzet (udvarmester, házvezető, séf és kertész) dolgozik.

## Története
Az egyetem rektori rezidenciája 1861 és 1895 között Seattle belvárosában volt, majd 1927-ig az Alaska–Yukon–Pacific világkiállítás New York pavilonját használták erre a célra.
Az 1907-ben épült Hill–Crest Edwin Ames báró és Maud Walker Ames báróné tulajdonában volt. Az épületet és az Amesek tulajdonának többségét 1931-ben örökölte meg a Washingtoni Egyetem. Az öröklés feltételei miatt a rektornak a rezidencián kellett élnie; 2006-ban Mark Emmert külső helyszínre költözött volna, azonban az intézmény ezt nem engedélyezte, mivel ehhez a Hill–Crestet el kellett volna adniuk.
A 2000-es évek elején a házat 800 000 dolláros beruházás keretében felújították, majd Jim Houston egykori amerikaifutball-játékos kétmillió dolláros alapot hozott létre a fenntartásra.

## Fordítás
- Ez a szócikk részben vagy egészben  a   Hill-Crest című angol Wikipédia-szócikk ezen változatának fordításán alapul.  Az eredeti cikk szerkesztőit annak laptörténete sorolja fel. Ez a jelzés csupán a megfogalmazás eredetét és a szerzői jogokat jelzi, nem szolgál a cikkben szereplő információk forrásmegjelöléseként.